# Ödesjön, Småland
Ödesjön är en sjö i Tranås kommun i Småland och ingår i Motala ströms huvudavrinningsområde. Sjön har en area på 0,132 kvadratkilometer och ligger 184,2 meter över havet.

## Delavrinningsområde
Ödesjön ingår i det delavrinningsområde (643620-145037) som SMHI kallar för Mynnar i Svartån. Medelhöjden är 193 meter över havet och ytan är 39,33 kvadratkilometer. Det finns inga delavrinningsområden uppströms utan avrinningsområdet är högsta punkten. Lillån som avvattnar avrinningsområdet har biflödesordning 3, vilket innebär att vattnet flödar genom totalt 3 vattendrag innan det når havet efter 162 kilometer. Delavrinningsområdet består mestadels av skog (68 %) och jordbruk (13 %). Avrinningsområdet har 0,83 kvadratkilometer vattenytor vilket ger det en sjöprocent på 2,1 %. Bebyggelsen i området täcker en yta av 2,91 kvadratkilometer eller 7 % av avrinningsområdet.